# Веківа-Спрінгс (Флорида)
Веківа-Спрінгс (англ. Wekiwa Springs) — переписна місцевість (CDP) в США, в окрузі Семінол штату Флорида. Населення — 23 428 осіб (2020).

## Географія
Веківа-Спрінгс розташована за координатами 28°41′54″ пн. ш. 81°25′23″ зх. д. / 28.69833° пн. ш. 81.42306° зх. д. (28.698273, -81.423000).  За даними Бюро перепису населення США в 2010 році переписна місцевість мала площу 23,69 км², з яких 22,24 км² — суходіл та 1,45 км² — водойми.

## Демографія
Згідно з переписом 2010 року, у переписній місцевості мешкало 21 998 осіб у 8677 домогосподарствах у складі 6379 родин. Густота населення становила 929 осіб/км².  Було 9413 помешкання (397/км²).
Расовий склад населення:
| - 90,9 % — білих - 2,9 % — азіатів - 2,7 % — чорних або афроамериканців - 0,1 % — корінних американців - 1,3 % — осіб інших рас |

До двох чи більше рас належало 2,1 %. Частка іспаномовних становила 9,7 % від усіх жителів.
За віковим діапазоном населення розподілялося таким чином: 22,5 % — особи молодші 18 років, 61,3 % — особи у віці 18—64 років, 16,2 % — особи у віці 65 років та старші. Медіана віку мешканця становила 45,3 року. На 100 осіб жіночої статі у переписній місцевості припадало 92,4 чоловіків;  на 100 жінок у віці від 18 років та старших — 89,5 чоловіків також старших 18 років.
Середній дохід на одне домашнє господарство  становив 99 129 доларів США (медіана — 76 681), а середній дохід на одну сім'ю — 110 754 долари (медіана — 84 563). Медіана доходів становила 64 319 доларів для чоловіків та 44 101 долар для жінок. За межею бідності перебувало 3,9 % осіб, у тому числі 2,8 % дітей у віці до 18 років та 2,2 % осіб у віці 65 років та старших.
Цивільне працевлаштоване населення становило 10 964 особи. Основні галузі зайнятості: освіта, охорона здоров'я та соціальна допомога — 21,8 %, науковці, спеціалісти, менеджери — 16,3 %, фінанси, страхування та нерухомість — 11,8 %, мистецтво, розваги та відпочинок — 10,9 %.